# Баргштедт (Шлезвіг-Гольштейн)
Баргштедт (нім. Bargstedt) — громада в Німеччині, розташована в землі Шлезвіг-Гольштейн. Входить до складу району Рендсбург-Екернферде. Складова частина об'єднання громад Норторфер-Ланд.
Площа — 25,31 км2. Населення становить 724 ос. (станом на 31 грудня 2020).